# Recai
Recai ist ein türkischer männlicher Vorname arabischer Herkunft.

## Namensträger
- Recai Hallaç (* 1962), türkisch-deutscher Regisseur, Schauspieler, Rezitator, Verleger und literarischer Übersetzer
- Recai Kutan (1930–2024), türkischer Politiker